# 難兄難弟
難兄難弟は、香港無綫電視(TVB)にて製作されたテレビドラマである。日本未公開。

## 内容
1997年製作の「難兄難弟」と、翌1998年製作の「難兄難弟之神探李奇」の2シリーズ存在する。
第1シリーズの「難兄難弟」（英名：Old Time Buddy）は、1997年6月23日から7月26日まで、全25話放送された。舞台は1960年代から1970年代の香港の芸能界で成功を目指す4人の男女の友情と挫折（難兄難弟は、ともに苦労した仲間たちの意）をコミカルに描いたドラマである。
出演者の役名は、往年の大スターの名前をもじったもので、ドラマの随所に往年の香港映画をパロディ化した場面が登場し、当時ヒットした曲をアレンジしたものが随所に流れるなど、古き良き時代の香港を描いき、平均視聴率は39%に達した。またサウンドトラックもヒットした。
同年には同一タイトルで映画が製作されたが、内容は多少異なる。

第2シリーズの「難兄難弟之神探李奇」（英名：Old Time Buddy - To Catch A Thief）は、1998年8月3日から9月4日まで、全25話が放送された。出演者や役名は「難兄難弟」と同じで1960年代から1970年代の香港を舞台にしているが、前作とのつながりはなく、主役は探偵（中国では神探と呼ばれる）である。
第2シリーズの主題歌は、「仮面ライダー」シリーズの「レッツゴー!!ライダーキック」の歌詞を変更したもので、タイトルは「Se Ma Ru（せまる）」であった。主演の羅嘉良は、子供の頃に香港で放送された「仮面ライダー」の熱烈なファンだったという。

## 主なキャスト
- 羅嘉良（李奇）
- 吳鎮宇（謝源・第1シリーズのみ出演）
- 林家棟（謝四・第2シリーズのみ出演）
- 宣萱 （邵芳芳）
- 張可頤（程寶珠）
- 林曉峰（喬峰（第1シリーズ）、邵家明（第2シリーズ））